# Jean Blaise

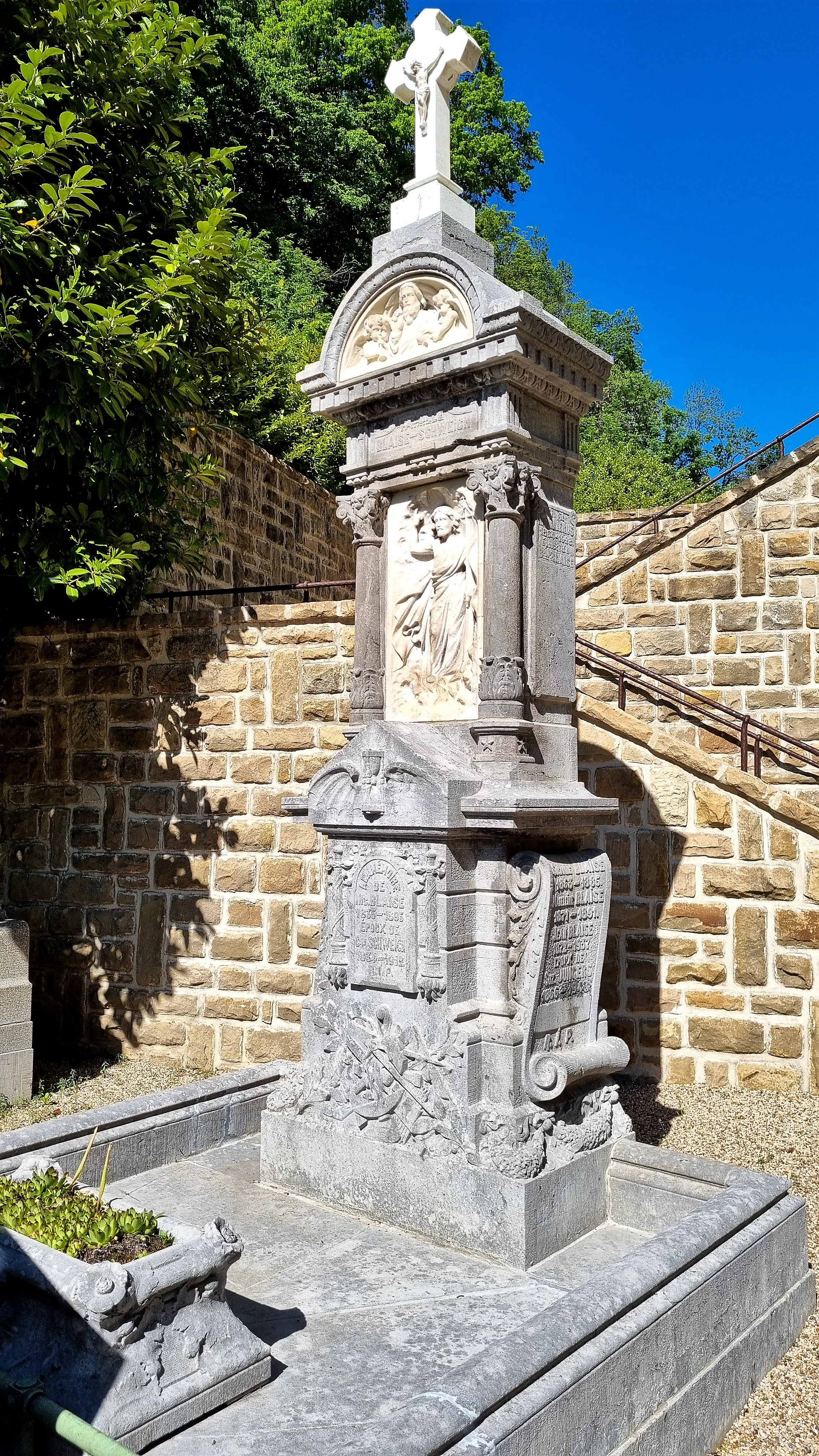
Grafmonument van de familie Blaise op de begraafplaats van Siechenhof.

Johan (Jean) Blaise (Siechenhof, 30 november 1872 – Luxemburg-Stad, 6 juni 1937) was een Luxemburgs beeldhouwer.

## Leven en werk
Jean Blaise was een zoon van Nicolaus Blaise en Catherine Schweich. Hij bezocht de Industrieschool en de Tekenschool in Luxemburg-Stad, waar hij in 1891 een ereprijs voor een krijttekening ontving. Hij vervolgde zijn opleiding aan de Koninklijke Academie voor Schone Kunsten van Gent en won er in 1894 een tweede prijs. In datzelfde jaar nam hij deel aan de eerste salon van de kunstenaarsvereniging Cercle Artistique de Luxembourg, naast onder anderen Pierre Federspiel en Jean-Baptiste Wercollier. Hij toonde er een buste van een dame met een mus die naar haar lacht terwijl zij een hartvormige mond trekt.
Blaise werkte na zijn studie als beeldhouwer in zijn geboorteplaats. Hij trouwde in 1900 met de Belgische Suzanne Jungers (1866-1948) en vestigde zich in haar woonplaats Merl. In 1904 ging hij failliet, Blaise bleef echter actief als uitvoerder. In 1906 kregen Wercollier en Etienne Galowich de opdracht om beeldhouwwerk, stucwerk en artistiek ijzerwerk voor het nieuwe badhuis van architect Alphonse Kemp te verzorgen. Blaise maakte de kapitelen van de rotunda van het badhuis met uitzicht op de Boulevard Royal. Verder maakte hij onder meer samen met Ernest Grosber en Jean-Baptiste Turping decoratief beeldhouwwerk voor het door Jean-Pierre Koenig ontworpen nieuwe gebouw van de Banque et Caisse d’Epargne de l’Etat (1910-1913) in de hoofdstad. Later verhuisde Blaise met zijn gezin naar Neumerl. Naast zijn beeldhouwwerk was hij er vanaf 1924 caféhouder. 
Jean Blaise overleed op 65-jarige leeftijd en werd begraven op de begraafplaats van Siechenhof.

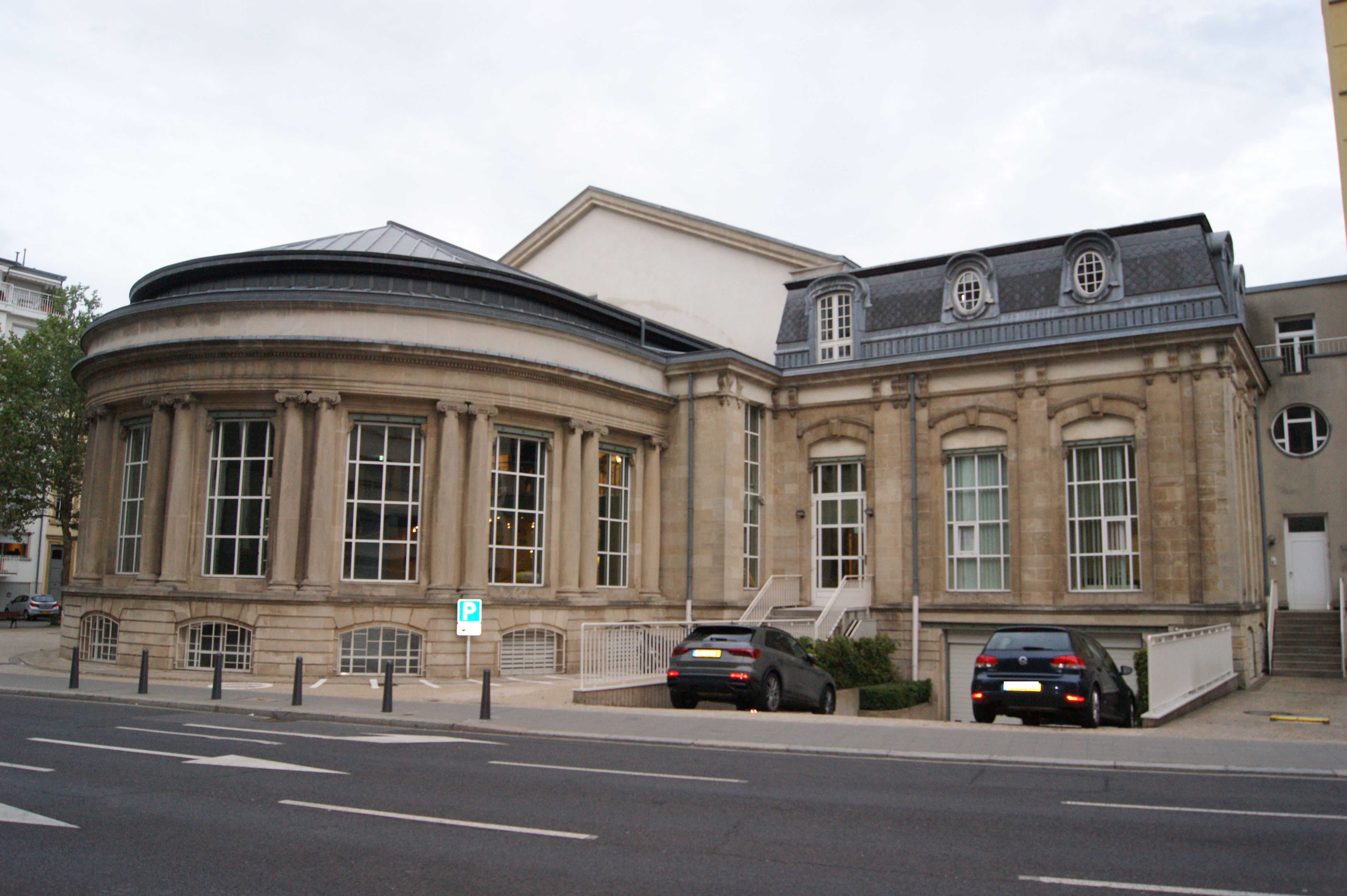
Het badhuis in Luxemburg-Stad, links de rotunda met de kapitelen.